# Старая Буда (Могилёвская область)
Старая Бу́да (бел. Старая Буда) — деревня в составе Антоновского сельсовета Чаусского района Могилёвской области Республики Беларусь.

## Население
- 2010 год — 42 человека